# Präfekt (Römische Kurie)
Präfekt ist der Titel der Leiter der Dikasterien, des Wirtschaftssekretariats und der Präfektur des Päpstlichen Hauses. Bis zum Beginn des Pontifikats Franziskusʼ waren die Leiter dieser Institutionen in der Regel Kurienkardinäle und wurden als Kardinalpräfekten bezeichnet, wie es bei der Apostolischen Signatur noch heute der Fall ist. Der Titel eines Präfekten, der kein Kardinal war, war Pro-Präfekt.
Die Präfekten sind für alle Vorgänge innerhalb ihrer Kurialbehörde und deren Maßnahmen verantwortlich. Für die Leitung ihres Dikasteriums ist ihnen in der Regel ein Bischof beigeordnet.
Leiter der Güterverwaltung des Apostolischen Stuhls und der Päpstlichen Kommissionen nennt man Präsidenten, den des Staatssekretariats Kardinalstaatssekretär, den der Rota Dekan und den der Apostolischen Pönitentiarie Kardinalgroßpönitentiar. In der Leitung und Amtsausübung ihrer Behörde haben sie dieselben Rechte und Pflichten wie die Präfekten.

## Liste aktueller Präfekten
- Papst Leo XIV. (Präfekt ex officio) (Dikasterium für die Evangelisierung)
- Víctor Manuel Kardinal Fernández (Dikasterium für die Glaubenslehre)
- Konrad Kardinal Krajewski (Dikasterium für den Dienst der Nächstenliebe, qua Amt Almosenier Seiner Heiligkeit)
- Claudio Kardinal Gugerotti (Dikasterium für die orientalischen Kirchen)
- Arthur Kardinal Roche (Dikasterium für den Gottesdienst und die Sakramentenordnung)
- Marcello Kardinal Semeraro (Dikasterium für die Selig- und Heiligsprechungsprozesse)
- N.N. (Dikasterium für die Bischöfe)
- Lazarus Kardinal You Heung-sik (Dikasterium für den Klerus)
- Simona Brambilla MC (Dikasterium für die Institute geweihten Lebens und für die Gesellschaften apostolischen Lebens)
- Kevin Kardinal Farrell (Dikasterium für Laien, Familie und Leben)
- Kurt Kardinal Koch (Dikasterium zur Förderung der Einheit der Christen)
- George Jacob Koovakad (Dikasterium für den Interreligiösen Dialog)
- José Tolentino Kardinal Calaça de Mendonça (Dikasterium für die Kultur und die Bildung)
- Michael Kardinal Czerny SJ (Dikasterium für den Dienst zugunsten der ganzheitlichen Entwicklung des Menschen)
- Filippo Iannone OCarm (Dikasterium für die Gesetzestexte)
- Paolo Ruffini (Dikasterium für die Kommunikation)
- Maximino Caballero Ledo (Wirtschaftssekretariat)

Bis auf Simona Brambilla, die letzten drei genannten und den Papst tragen alle aktuellen Präfekten den Titel Kardinal.